# Trichomanes molle
Trichomanes molle là một loài dương xỉ trong họ Hymenophyllaceae. Loài này được Fourn. mô tả khoa học đầu tiên năm 1869.
Danh pháp khoa học của loài này chưa được làm sáng tỏ. 